# One Piece Film: Z
One Piece Film: Z  (ワンピース フィルム ゼット  Wan Pīsu Firumu: Zetto?) es la 12º película del anime One Piece que se estrenó el 15 de diciembre de 2012. La película estuvo dirigida por Tatsuya Nagamine (también director de la 8.ª película) y supervisada por Eiichiro Oda, como productor ejecutivo, quien hizo lo mismo con la película 10 en la cual fue también el escritor. Yasutaka Nakata interpretó y escribió el tema principal de la película.
Antes de su estreno, la productora Toei reveló la trama de esta producción, que se establece en el Nuevo Mundo. La película cuenta con los Piratas del Sombrero de Paja, enfrentados a su "enemigo más fuerte", un hombre llamado "Z". Toei añadió que en esta película, Monkey D. Luffy, se enfrentaría a su enemigo más fuerte de la franquicia, con el cual lucha. La película contará con una "batalla heroica" entre Luffy y Z. Toei también confirmó el lunes (16-04-2012) que la película, dirigida por Tatsuya Nagamine, se estrenaría en diciembre. La película es el primer largometraje de One Piece en ser estrenado en 3 años (aunque el año anterior se estrenó un mediometraje, One Piece 3D: ¡A la caza del sombrero de paja!).
El primer avance de la película dijo que "supera a Strong World" y señaló que la película mostrará la "primera batalla en el Nuevo Mundo, en los mares finales!". El segundo Teaser mostraba una escena de la habitación donde Eiichiro Oda dibuja el manga One Piece, mostrándose bocetos de Luffy, los logos de la película, y el principal antagonista de esta película, "Z". Recientemente se ha revelado el primer tráiler oficial de la película, donde se muestra a Luffy luchando contra el ex-Almirante de la Marine "Z". De la banda sonora de esta película se encargó la cantante y actriz canadiense Avril Lavigne. La cantante accedió a hacer el trabajo después de cartearse con Oda, y ha revelado que es fan del manga, al igual que Oda es fan de su música.

## Trama
La película tiene lugar en el Nuevo Mundo, lugar donde los Piratas de Sombrero de Paja se enfrentan a su "enemigo más fuerte", un hombre llamado Z.

## Argumento
Un grupo llamado "Neo Marines" con Z como líder, irrumpen en una fortaleza de la Marina y roban las "Dyna Stone". Kizaru aparece ante ellos y habla con Z. Ambos pelean hasta que Z usa una Dyna Stone, que causa una explosión. Más tarde, Z es rescatado por Luffy y su tripulación, que le acogen en su barco y le curan. Sin embargo, cuando se entera de que son piratas, Z les empieza a atacar, junto a su tripulación. Tras ser derrotados, Luffy y su tripulación van a una isla a conseguir información y se dividen en 2 grupos: Chopper, Robin, Usopp y Nami van al bar de la isla para obtener información de Z; Luffy, Zoro, Sanji y Brook van a unas aguas termales para descansar; Franky se queda en el Sunny para repararlo y prepararse para la batalla.
En las aguas termales, se encuentran con el ex-Almirante Aokiji. Él les cuenta a su banda que Z y su plan. Según Aokiji, quiere acabar con la Gran Era de la Piratería disparando a los 3 End Points de ciertas islas para provocar una erupción de magma gigantesca en el Nuevo Mundo. La existencia de los End Points es secreta para la gente normal (una leyenda urbana), sólo los oficiales de alto rango de la Marina y del Gobierno Mundial conocen la verdad.

## Doblaje y Personajes
| Personaje          | Doblaje japonés  | Doblaje castellano                        | Doblaje latino                      |
| ------------------ | ---------------- | ----------------------------------------- | ----------------------------------- |
| Monkey D. Luffy    | Mayumi Tanaka    | Jaime Roca                                | Mireya Mendoza                      |
| Roronoa Zoro       | Kazuya Nakai     | Jorge Saudinós                            | Dafnis Fernández                    |
| Nami               | Akemi Okamura    | Diana Torres                              | Georgina Sánchez                    |
| Usopp              | Kappei Yamaguchi | Pepe Carabias                             | Alejandro Orozco                    |
| Sanji              | Hiroaki Hirata   | Alfredo Martínez                          | Noé Velázquez                       |
| Tony Tony Chopper  | Ikue Ōtani       | Luis Vicente Ivars                        | Nallely Solis                       |
| Nico Robin         | Yuriko Yamaguchi | Rosa Campillo                             | Kerygma Flores                      |
| Franky             | Kazuki Yao       | Miguel Ángel Pérez                        | Alfonso Obregón                     |
| Brook              | Chō              | José Posada                               | Óscar Flores                        |
| Zephyr "Z"         | Hôchû Ôtsuka     | Rafael Ordóñez Arrieta Nina Romero (niño) | Ricardo Brust Diego Becerril (niño) |
| Ain                | Ryoko Shinohara  | Greta Ruiz                                | Jocelyn Robles                      |
| Binz               | Teruyuki Kagawa  | José Luis Siruana                         | Eduardo Garza                       |
| Kuzan "Aokiji"     | Takehito Koyasu  | Manuel Gimeno                             | José Gilberto Vilchis               |
| Borsalino "Kizaru" | Unshô Ishizuka   | Boris Sanz                                | René García                         |
| Sakazuki "Akainu"  | Fumihiko Tachiki | Juli Cantó                                | Mario Castañeda                     |
| Sengoku            | Takkou Ishimori  | Boris Sanz                                | Gerardo Vásquez                     |
| Monkey D. Garp     | Hiroshi Naka     | Pepe Antequera                            | Eduardo Liñán                       |
| Coby               | Mika Doi         | Rubén Felis                               | Angélica Villa                      |
| Helmeppo           | Koichi Nagano    | Carles Teruel                             | Daniel Lacy                         |

## EnEspaña
En España fue lanzada en formato doméstico el 30 de noviembre de 2016 en castellano y japonés con subtítulos en castellano.